# Pokémon Go
Pokémon Go (стилизованные Pokémon GO) — бесплатная, на основе определения местоположения дополненной реальности, многопользовательская ролевая мобильная игра из серии Pokémon, разработанная и изданная Niantic для iOS и Android устройств и изначально издана в США, Австралии и Новой Зеландии 6 июля 2016 года. В игре игроки используют мобильные устройства с GPS с возможностью находить, захватывать, сражаться и тренировать виртуальных существ, которых называют покемонами, которые появляются на экране, как если бы они находились в том же реальном месте, как и игрок. Игра поддерживает внутриигровые покупки дополнительных предметов в игре.
Всего за неделю после выхода игра получила большую популярность. Pokémon Go при выпуске получила смешанные отзывы от критиков, которые хвалили концепцию игры и стимул быть более активными в реальном мире, критикуя частые технические ошибки, которые были очевидны в первое время после запуска. Несмотря на такие рецензии, она быстро стала глобальным явлением и была одним из наиболее часто используемых мобильных приложений, по сообщениям, была загружена более чем 100 миллионами человек по всему миру, а суммарный заработок с игры по данным компании Sensortower составил уже более 440 миллионов долларов. Ей была приписана популяризация игр на основе определения местоположения и дополненной реальности, а также поощрение физической активности. Однако это также вызвало неоднозначную реакцию за вклад в авариях и нарушениях общественного порядка в некоторых местах (первым полностью запретившим игру на своей территории государством является Иран).На данный момент в игре присутствуют все покемоны первого, второго, третьего (за исключением кеклеона) и четвёртого (за исключением некоторых покемонов), а также часть покемонов первого поколения, среди них начальные: Бульбазавр, Чармандер, Сквиртл и Пикачу.
Во второй половине февраля 2017 года игра получила первое масштабное обновление, в которое были добавлены свыше 80 покемонов из региона Джото. Также появились две новые ягоды: нанаб, которая замедляет движение покемона, и пинап, которая вдвое увеличивает количество конфет, получаемых при поимке виртуального монстра.

## Геймплей

Пример игрового процесса

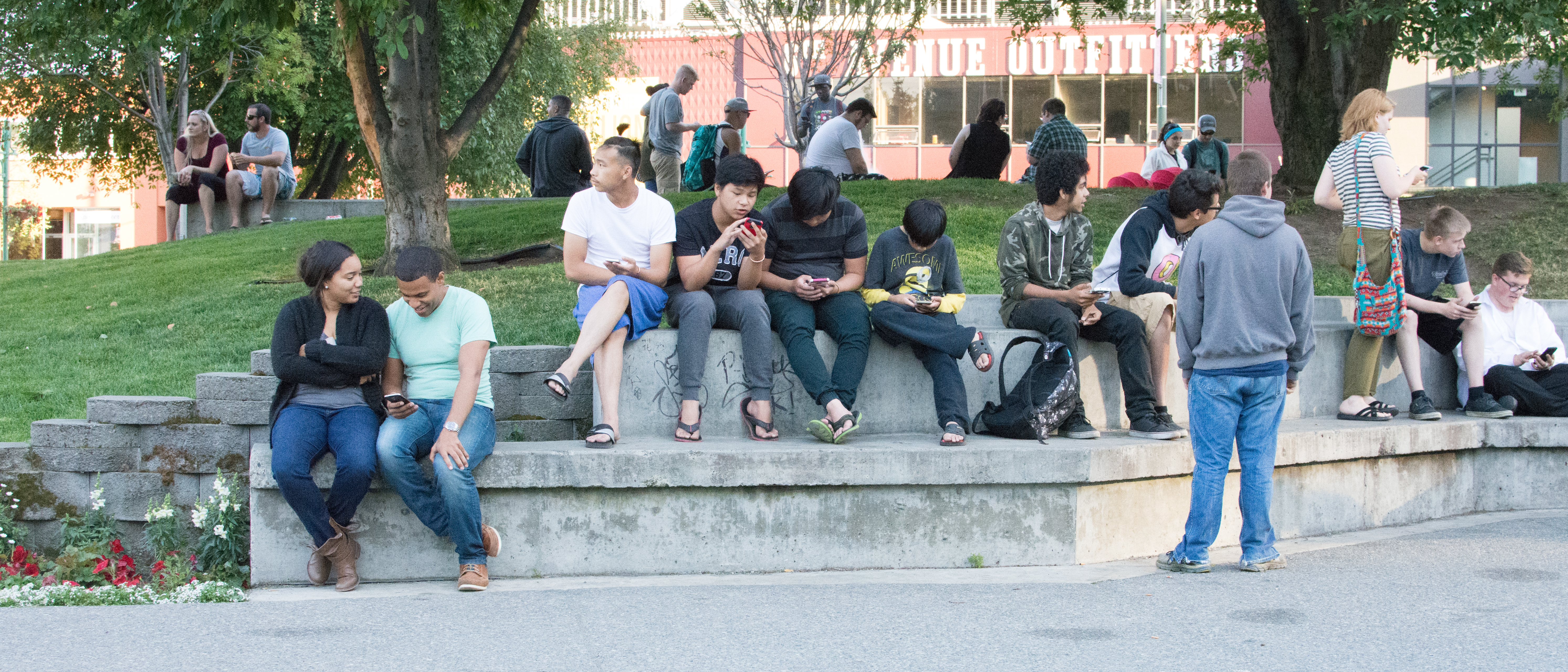
Игроки в Анкоридже, Аляска, собрались на «покестопе» в парке

После создания игрового аккаунта, игрок создаёт аватар, выбрав пол, цвет волос, кожи и глаз, стиль и наряд: после создания аватар отображается на карте с помощью текущего географического местоположения игрока. На карте есть особые точки: покестопы (англ. PokéStops) и гимы (gym — спортзал). Покестопы предоставляют игрокам предметы: яйца покемонов, покеболы, ягоды и эликсиры, а также могут быть оборудованы луром (англ. lure module) — приманкой для диких покемонов. Гимы служат местом для командных игр в формате царь горы: как правило, они расположены в достопримечательностях. Эти места представляют собой переделанные порталы от Ingress, предыдущей игры Niantic в формате дополненной реальности.
Когда игрок двигается в реальном мире, аватар перемещается по игровой карте. Разные виды покемонов проживают в различных местах мира: например, водного типа покемоны, как правило, находятся рядом с водой. Когда игрок сталкивается с покемоном, он может просматривать его в режиме дополненной реальности (AR) или с живым воспроизведением на общем фоне. AR-режим использует камеры и гироскоп на мобильном устройстве, чтобы отобразить изображение покемона, как будто он есть в реальном мире. Игрок может делать скриншоты покемонов, с которыми они сталкиваются и при активированном AR-режиме.
В отличие от остальных игр серии «Покемон», в Pokémon Go игроки не сражаются с дикими покемонами, чтобы захватить их, а просто ловят: во время встречи с диким покемоном игрок может бросить в него покебол, вытряхнув его из нижней части экрана вверх в сторону покемона. Если покемон был успешно пойман, он перейдёт в собственность игрока. Факторы успешности захвата включают правильную силу, время и тип использованного покебола. После захвата диких покемонов, игрок получает два вида внутриигровых ресурсов: конфеты (candies) и «звёздную пыль» (stardust). Используются свои конфеты для каждой эволюционной цепочки покемонов, состоящей из 1-3 видов покемонов, обычно имеющих соседние номера в покедексе (например, Пикачу и Райчу). «Звёздная пыль» и конфеты используются для повышения уровня покемонов и, как следствие, увеличения их «боевой силы» (БС; combat power, CP). Для эволюционирования покемонов требуются только конфеты соответствующего типа. Игрок может также передавать покемонов профессору покемонов, за что получает конфету того же типа. Другой способ получить покемонов — «выходить» яйца покемонов в инкубаторе. Игрок всегда имеет один «вечный» инкубатор: дополнительные инкубаторы на ограниченное число высиживаемых яиц можно купить в игре или получить при достижении определённых уровней. Сами яйца случайным образом выпадают из покестопов или же из подарков от друзей и бывают четырёх видов по расстоянию, которое необходимо пройти до вылупления покемона. Дистанция варьируется от 2 км до 10 км, а набор покемонов, которых возможно получить, меняется в зависимости от многочисленных эвентов. Дополнительно можно купить приманки «Ладаны» (incense), на которые сбегутся дикие покемоны, облегчая их поимку. Конечная цель игры состоит в том, чтобы завершить записи в Покедексе, всеобъемлющей энциклопедии покемонов, путём захвата и эволюции, для получения оригинальных 151 покемонов.
Все покемоны отображаются с боевой силой (БС). Боевая сила покемона является оценкой того, насколько силён покемон в бою. Не все покемоны одного и того же вида имеют одинаковую БС. По мере увеличения уровня игрока, ему начинают попадаться покемоны с более высокой БС.

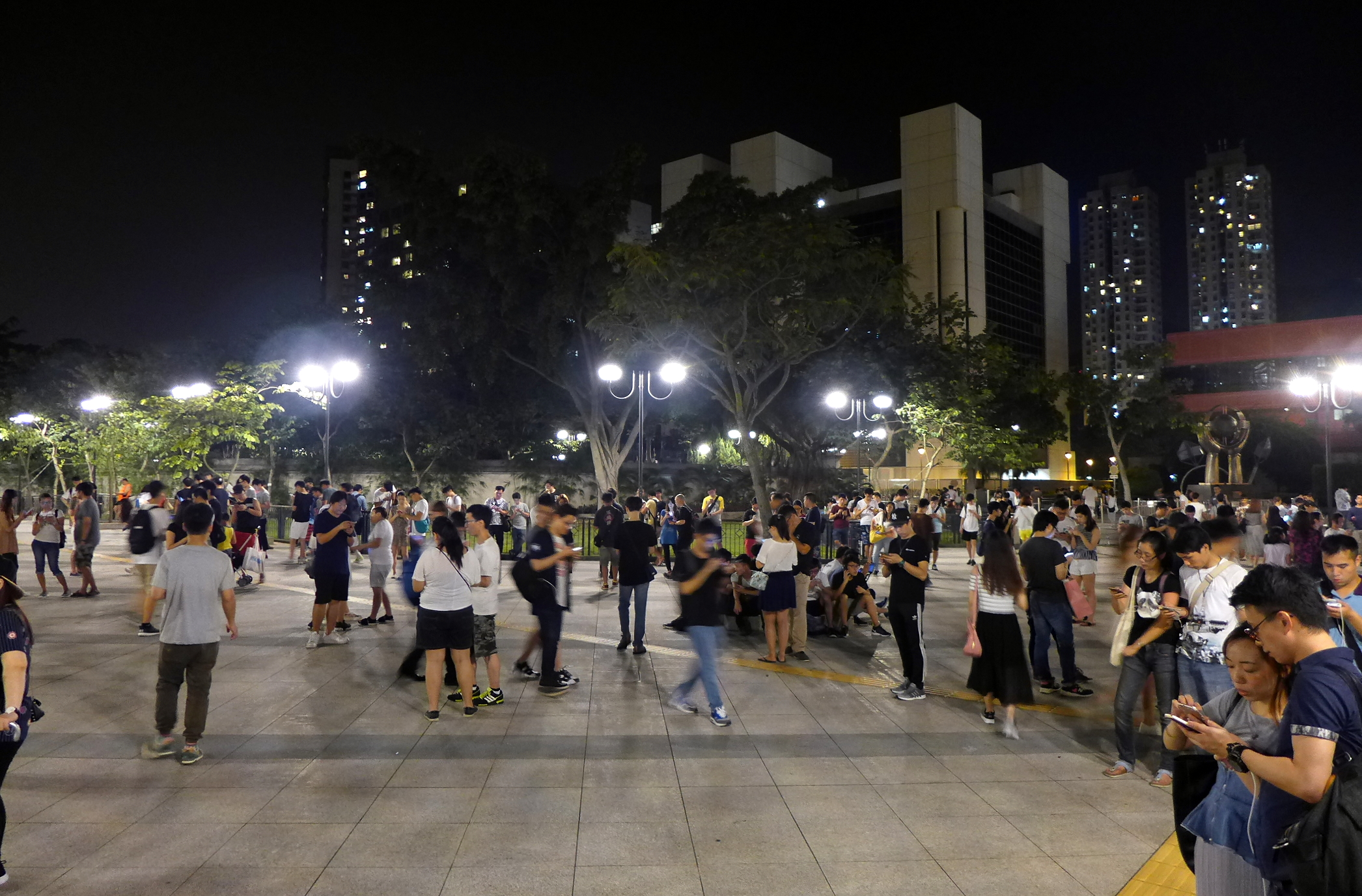
Игроки в Ша Тин, Гонконг, играют ночью

По ходу игры аватар повышает свой уровень. Опыт даётся за различные действия в игровом мире: ловлю покемонов, борьбу с «боссами», достижение различных «уровней дружбы» с другими игроками, битвы в «Гимах» и на рейдах и эволюцию уже пойманных покемонов. На пятом уровне игрок получает возможность присоединиться к одной из трёх фракций, что открывает возможность взаимодействовать с «Гимами». Красный цвет для команды «Доблесть» с талисманом Moltres; синий — для команды «Мистика» с талисманом Articuno; или жёлтый для команды «Инстинкт» с талисманом Zapdos. Если игроки попадают в «Гим», который находится под контролем игроков чужой фракции, они могут бросить вызов им, и в случае успеха взять гим под свой контроль. В течение первых 11 месяцев игры для этого нужно было сражаться с покемонами противников, размещёнными в гиме. При каждой победе происходило уменьшение «престижа» «гима». Как только «престиж» «гима» опускался до нуля, игрок брал его под свой контроль и получал возможность установить одного покемона. Кроме того, команда могла увеличивать «престиж» своего «гима», сражаясь с «гим-лидером»: когда уровень «гима» поднимался, другой игрок своей команды мог пополнить его охрану одним из своих покемонов. В июне 2017 года систему гимов значительно переделали, понятие «престижа гима» было отменено и более не использовалось.
Хотя игра free-to-play, она поддерживает микротранзакции для покупки покеболов, пропусков для участия в битве с рейд-боссом, других предметов, а также для увеличения размера инвентаря.
В сентябре 2016 игроки получили возможность выбрать «Buddy Pokémon», который будет отображаться рядом с игроком в игровом профиле и который будет получать конфеты своего типа за пройденные километры. Разные покемоны требуют разного количества километров для получения конфеты. В этом же обновлении Niantic в попытках предотвратить читерство сделал невозможным запуск игры на телефонах с Jailbreak или с Root-правами.
В июне 2017 Niantic анонсировал что система гимов будет переделана; 19 июня 2017 гимы были отключены, через несколько дней некоторые покестопы превратились в гимы. Появилась возможность получать предметы (покеболы, ягоды, эликсиры, яйца) с гима, как с покестопа. Теперь в гиме может быть максимум 6 покемонов, а не 10, как было раньше, причём все покемоны должны быть разные. Система получения монет (игровая валюта) тоже поменялась — за каждые 10 минут в гиме покемон зарабатывал 1 монету, а приносил награду в тот момент, когда его выбьют с гима (но в сутки нельзя было получить больше 50 монет). Легендарные, мифические покемоны и покемон-приятель не могут быть помещены в гим из-за того, что легендарные и мифические покемоны слишком сильны, а покемон-приятель находится рядом с аватаром игрока.
В июле 2017 в игру были введены рейд боссы, для сражения с которыми собиралась группа игроков (хотя слабых боссов можно победить и в одиночку). В случае победы, всем участникам выдавалась награда в виде игровых предметов и шанса поймать покемона. 22 июля 2017 после Go Fest в игру были введены легендарные покемоны, первыми из которых были Артикуно и Лугия. Молтрес и Запдос появились в рейдах позднее. С сентября по ноябрь в рейдах появлялись Энтей, Суикун и Райку (каждый из них появлялся в игре на месяц, но в каждый месяц в разных регионах мира были разные покемоны). С 27 ноября по 12 декабря в рейдах был Хо-ох.

## Развитие

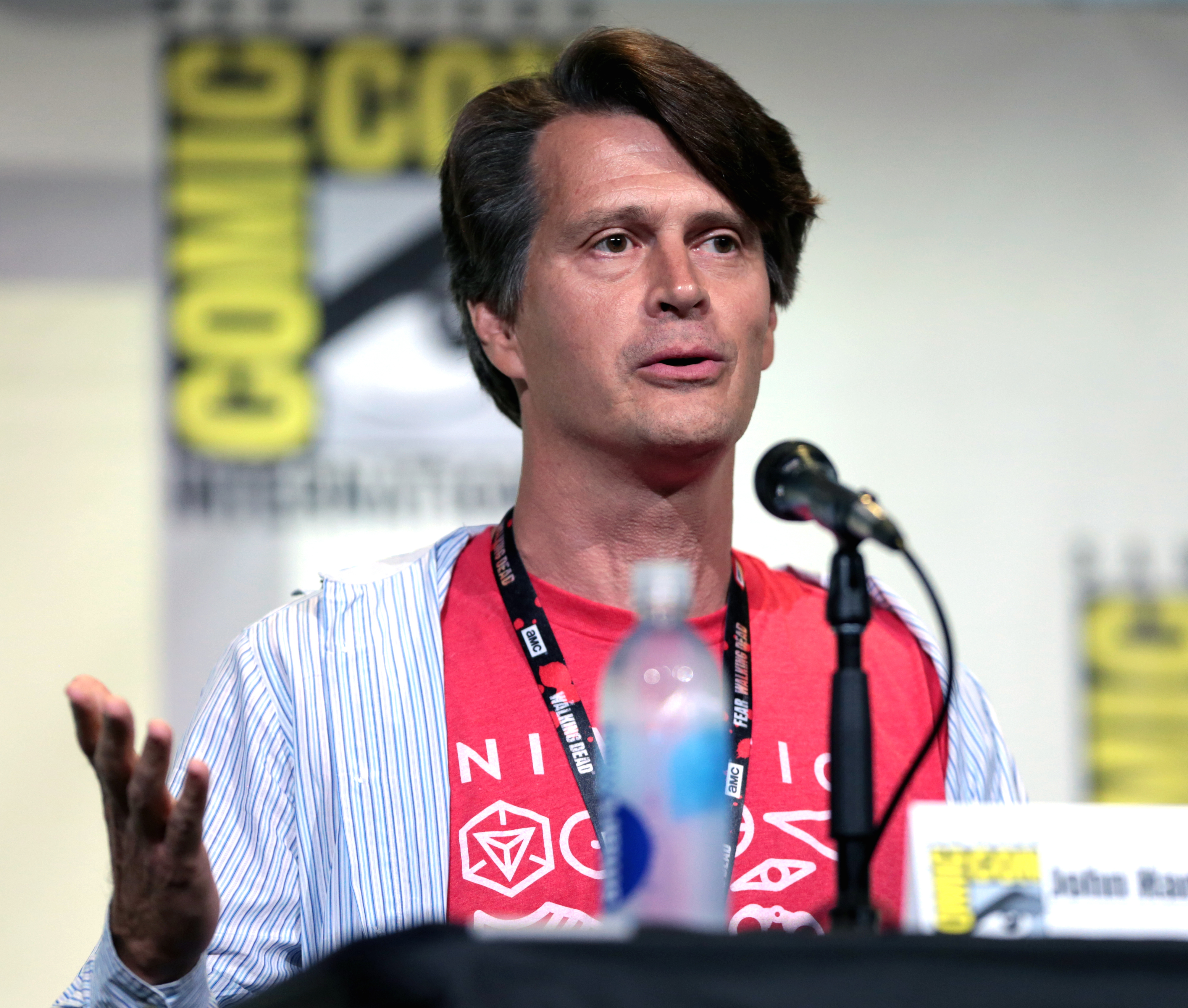
Джон Ханке, основатель Niantic

Концепция игры была придумана в 2014 году Сатору Ивата из Нинтендо и Цунэкаду Исихара из The Pokémon Company как первоапрельское сотрудничество с Гуглом, называемое Pokémon Challenge. Исихара был фанатом предыдущей игры Niantic , Ingress, и увидел, что концепция игры идеально подходит для серии «Покемон». Тогда Google была устроена шутка — компания опубликовала видео, в котором показывалась будущая функция сервиса Google Maps — дополненная реальность с покемонами, которых можно будет ловить, путешествуя по миру. Это оказалось большим, чем просто шуткой, и Pokémon Company, Google и Nintendo инвестировали 30 млн долларов в Niantic, Inc. для реализации такой возможности на полном серьёзе. Этот выбор обосновывался тем, что Niantic, которая была основана в 2010 году как стартап Google, уже имела опыт создания игр дополненной реальности. Её более раннее творение имеет название Ingress и является игрой, где две команды игроков соревнуются за виртуальное владение культурными достопримечательностями реального мира. «Стратегические инвестиции Pokémon в Niantic открывают путь к мобильному опыту общества, которого мир ещё не видел» — сообщил Исихара в октябре 2015 года. Niantic использовала краудсорсинговые данные от Ingress, чтобы установить места для «покестопов» и «джимов» в Pokémon Go. В 2015 году Исихара посвятил своё анонсирующее игру выступление 10 сентября Ивате, который умер за два месяца до этого. Саундтрек был написан давним композитором Покемон серии, Дзюнъитой Масудой, который также помогал с некоторыми из элементов дизайна игры. Среди авторов графики был Деннис Хванг, который ранее работал в Google и создал логотип Gmail.
4 марта 2016 года Niantic объявил, что в Японии эксклюзивный бета-тест начнётся позже в том же месяце, позволяя игрокам помочь в доработке игры до выхода её полной версии. Бета-тест был позже распространён и на другие страны. 7 апреля было объявлено, что бета-тест будет расширен на Австралию и Новую Зеландию. Затем, 16 мая, запись на «полевые испытания» была открыта в США. Бета-тест подошёл к концу 30 июня.
На Comic-Con 2016 года Джон Ханке, основатель Niantic, показал выступления трёх лидеров команд: Кандела (Команда Доблесть), Бланш (Команда Мистика) и Спарк (Команда Инстинкт). Ханке передал, что примерно 10 % идей были реализованы. Будущие обновления, в том числе долгожданное добавление торговли, увеличения количества доступных покемонов, реализация «покемон-центров» на «покестопах», патч, исправляющий ситуацию «три шага — глюк», и облегчение обучения, были также подтверждены. Он также заявил, что Niantic будет продолжать поддержку игры «долгие годы».

### Pokémon Go Plus

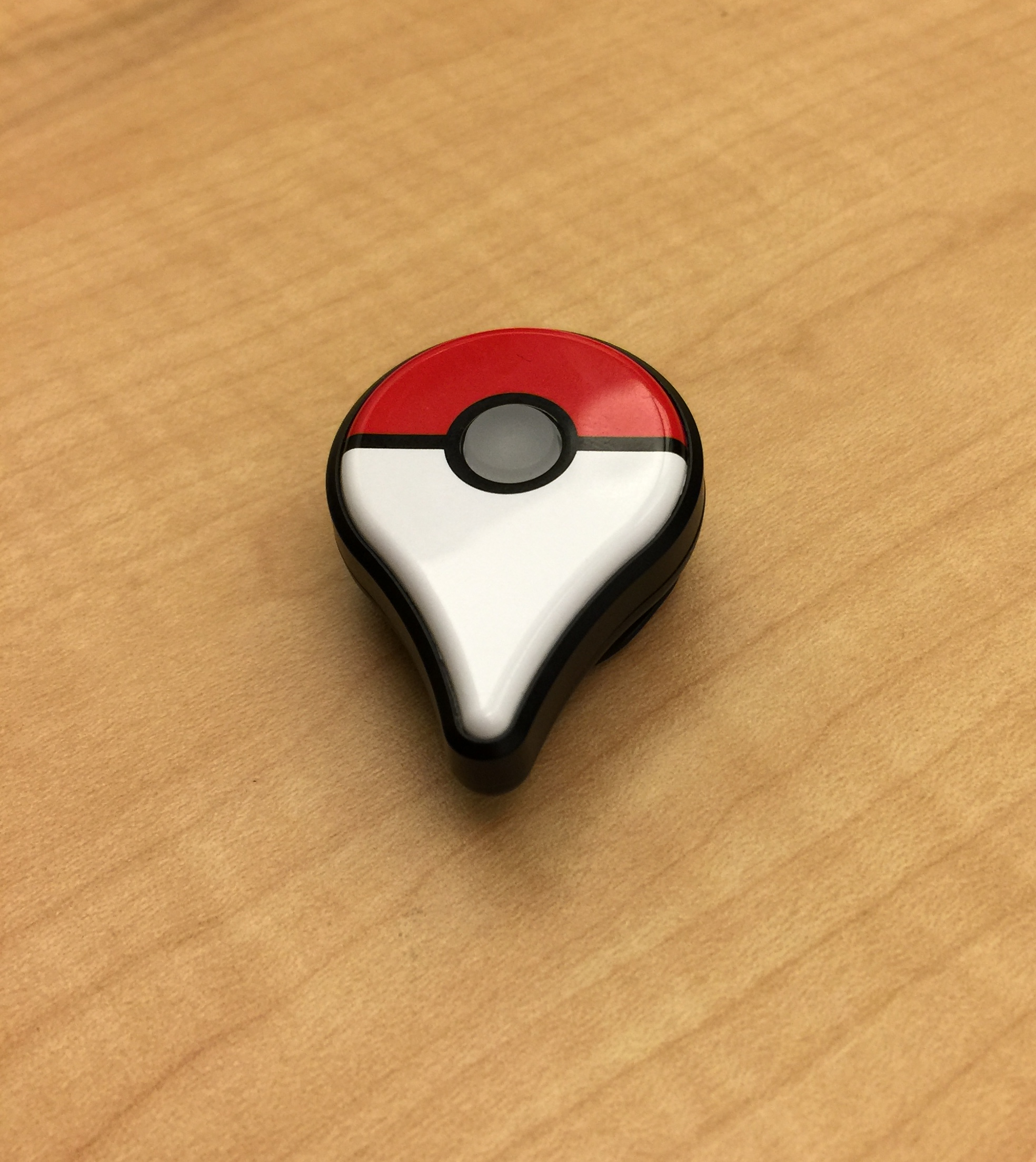
Pokémon Go Plus

Для большего удобства игры в Pokémon Go было анонсировано специальное устройство Pokémon Go Plus. Pokémon Go Plus представляет собой браслет, носимое устройство с Bluetooth с низким энергопотреблением, созданное компанией Nintendo, которое позволяет игрокам выполнять определённые действия в игре без оглядки на свои «умные устройства». Когда игрок находится рядом с покемоном или «покестопом» или происходят другие важные события, Pokémon Go Plus вибрирует. Игрок может нажать кнопку, чтобы захватить покемона или получить предметы из «покестопа». Но он не может проверить, что получил, пока в следующий раз не войдёт в приложение на своём мобильном устройстве. Тем самым устройство избавляет от необходимости постоянно смотреть на экран. Конструкция состоит из покебола в форме маркера из Google-карт. Решение о создании устройства вместо приложения для смарт-часов было продиктовано желанием сделать его доступным игрокам, для которых смарт-часы стоят непомерно дорого. Изначально появление Pokémon Go Plus ожидали в конце июля 2016 года, однако позднее его выпуск был перенесён на сентябрь.

## Релиз
В начале августа 2016 года игра преодолела рубеж в 100 миллионов установок. Игроки тратят около 10 миллионов долларов США ежедневно.

### Региональная доступность
- 6 июля 2016 года в Австралии, Новой Зеландии и США
- 13 июля 2016 года в Германии
- 14 июля 2016 года в Великобритании
- 15 июля 2016 года в Италии, Испании и Португалии
- 16 июля 2016 года в большинстве европейских стран
- 17 июля 2016 года в Канаде
- 19 июля 2016 года в Пуэрто-Рико
- 22 июля 2016 года в Японии
- 24 июля 2016 года во Франции
- 25 июля 2016 года в Гонконге
- 3 августа 2016 года в Латинской Америке
- 6 августа 2016 года в 15 странах Азии и Океании
- 29 сентября 2016 года в Албании, Боснии и Герцеговине, Макао, Македонии и Сербии
- 30 сентября 2016 года в странах средней Азии и Монголии
- 4 октября 2016 года в 31 стране Африки
- 17 ноября 2016 года в Бахрейне, Израиле, Иордане, Катаре, Кувейте, Ливане, Омане и ОАЭ
- 13 декабря 2016 года в Бангладеше, Бутане, Индии, Непале, Пакистане и Шри-Ланке
- 24 января 2017 года в Южной Корее
- 11 сентября 2018 года в России
- 6 июня 2021 года в Турции

Выпуск финальной версии состоялся в Австралии, Новой Зеландии, и США 6 июля 2016 года. Из-за проблем сервера в связи с высоким спросом после релиза, Niantic CEO Джон Ханке заявил, что релиз в большинстве других регионов был «приостановлен до удобного для Niantic момента» после исправления проблем. Внедрение возобновилось 13 июля с релиза в Германии, в Великобритании 14 июля и в Италии, Испании и Португалии 15 июля. 16 июля увидели игру выпущенной в Австрии, Бельгии, Болгарии, Хорватии, Кипре, Чехии, Дании, Эстонии, Финляндии, Греции, Гренландии, Венгрии, Исландии, Ирландии, Латвии, Литве, Люксембурге, Мальте, Нидерландах, Норвегии, Польше, Румынии, Словакии, Словении, Швеции и Швейцарии. Она была выпущена в Канаде на 17 июля. Игра стала доступна в Пуэрто-Рико 19 июля. Японский запуск был изначально назначен на 20 июля; тем не менее, выход игры был задержан после того, как произошла утечка информации о спонсорском контракте с McDonald `s, вместо этого релиз был 22 июля. Хотя было установлено, что игра должна была быть выпущена во Франции 15 июля, запуск игры в ней был отложен на 24 июля из-за уважения и соображений безопасности после теракта в Ницце 14 июля. В Гонконге увидели собственный релиз 25 июля. 3 августа Pokémon Go была выпущена в Латинской Америке.
Согласно информации от True Corporation запуск игры в Таиланде был запланирован на сентябрь 2016 года.
Индонезия стала первой азиатской страной, в которой игра была бы играбельной, несмотря на то, что игра не была официально выпущена в этом регионе. В Южной Корее, игра вышла лишь в январе 2017 года. Однако, из-за глюка, небольшой участок вокруг Сокчо в северо-восточной части страны считался Niantic частью региона игры «Северная Корея», благодаря чему игра полностью воспроизводилась в этой области. Многие люди воспользовались глюком, чтобы играть в игру. Билеты на автобус от столицы Сеула были распроданы и люди, живущие в Сокчо распространили информацию о бесплатных Wi-Fi зонах для туристов. Кроме того, игроки нашли «джим» в Пханмунджоме, в Корейской демилитаризованной зоне, однако, Niantic позже убрали его из игры После выхода Pokémon Go в Японии, часть города Пусан также стала воспроизводилась как часть города, являющегося частью японского региона игры из-за близости острова Цусима. Официальный релиз в Южной Корее состоялся 24 января 2018 года.
В Китае сервисы Google запрещены «Великим китайским файерволом». Игроки Pokémon Go в Китае покупают в австралийском App Store идентификаторы и используют приложения для GPS спуфинга для использования служб Google, потому что нет покемонов, которых можно поймать в Китае. Многие жители скачали клон приложения под названием City Spirit Go, который был выпущен вскоре после того, как стартовал бета-тест Pokémon Go в Японии.
На Тайване уже вскоре после своего официального релиза Pokémon Go, который состоялся 6 августа, игра успела создать массу проблем на дорогах. Полиция как-то справлялась с водителями скутеров, играющими прямо за рулём, но с толпами, бегущими по улицам — нет Тайваньские туристические компании стали предлагать фанатам игры туристические пакеты для путешествий не только по Тайваню, но и по другим странам.
В России официальный релиз игры состоялся без объявления 11 сентября 2018 года, спустя более чем два года после официального запуска в других странах. Официальная локализация на русский язык появилась 11 декабря 2020 года. Она вызвала нарекания из-за непривычности терминологии и её локализированной адаптации, из-за чего большая её часть не помещается в текстовые поля.

### Коммерческая реакция

#### Nintendo

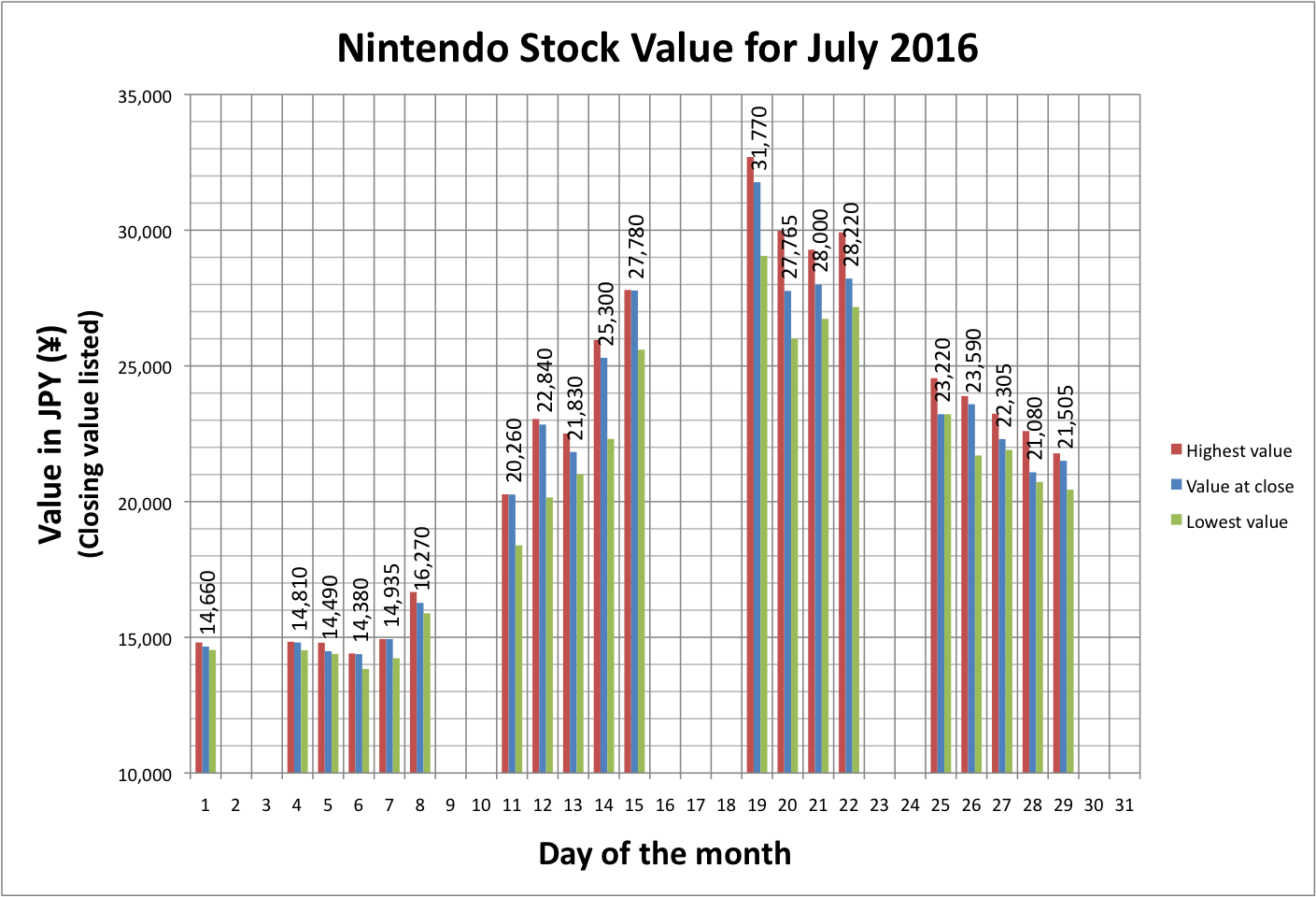
График стоимости акций Нинтендо в июле 2016 года с изображением всплеска инвестиций после выхода Pokémon Go 7 июля и последующего спада 25 июля

Инвесторы были воодушевлены в ответ на выход первоначальной версии Pokémon Go 7 июля, цена акций Нинтендо поднялась в начале на 10 % и 14 июля акции выросли максимум на 50 %. Несмотря на то, что Нинтендо владеет только 32 % акций компании, управляющей медиафраншизой «Покемон» и неназванной долей в Niantic, и в перспективе получает лишь 30 % от выручки от продаж Pokémon Go, рыночная стоимость компании Nintendo выросла на 9 миллиардов долларов США в течение пяти дней после релиза Pokémon Go. Эта тенденция сохранялась на протяжении более чем недели после релиза игры и по 19 июля стоимость акций компании Nintendo более чем в два раза выросла по сравнению с бета-тестом. Оборот достиг рекордных 703.6 млрд йен (6,6 млрд долларов); и торговля акций составляла четверть всех сделок на Токийской фондовой бирже. Газета «Financial Times» считает, что инвесторы спекулируют не на Pokémon Go как таковом, а на успехе будущих выпусков мобильных приложений Нинтендо, так как компания движется на рынок мобильных приложений — территорию, на которую ранее они входили неохотно в убеждении, что это нанесёт вред продажам их портативных консолей. Nintendo планирует выпустить ещё четыре смартфонных игровых приложений к марту 2017 года, и инвесторы отметили, что Pokémon Go показала Nintendo пока некоторые из «самых ценных качеств интеллектуальной собственности в мире» — франшизы, такие как Super Mario, The Legend of Zelda и Metroid.
На 22 июля Нинтендо заработал 1,8 трлн йен (17,6 млрд долларов) рыночной капитализации с момента запуска игры. Тем не менее, после получения разъяснений от Nintendo, что компания не производила Pokémon Go и не имеет ощутимые финансовые выгоды от неё, её акции упали на 18 % — эквивалентно потере 708 миллиардов йен (6,7 млрд долларов США) в рыночной стоимости 25 июля. Это был самый большой спад за один день для Нинтендо с 1990 года и максимально возможный за один день, допускаемый на Токийской фондовой бирже. Компания имеет приблизительно 13 % «эффективной экономической доли» в приложении игры в соответствии с Macquarie Securities.
В 2016 году Pokemon GO приносила своим создателям по 2 миллиона долларов в день.

#### Другие компании
Резкий рост акций выходит за рамки только Nintendo, у First Baking Co., Tomy, TV Tokyo и Bank of Kyoto можно увидеть значительный рост до почти рекордных значений. Кроме того, Zagg, которому принадлежит компания, которая производит корпуса аккумуляторов, увидел рост на 25 % акций из-за Pokémon Go.

### Технические вопросы
На момент релиза игра страдала от частых сбоев сервера из-за чрезмерного использования. Частые сбои и ошибки проверки подлинности начались ещё при выходе игры и сохранялись в течение нескольких дней после него. В течение первых двух дней после запуска, игроки не могли получить доступ к игре через свой аккаунт в Pokémon Trainer Club; только основанные на Gmail аккаунты были в состоянии получить доступ к игре. Сервера снова страдали от частых отключений в Австралии 11 июля, игроки считали виновными жителей Соединённого Королевства в непринятии во внимание местных серверов и использование австралийских, чтобы играть в игру до её официального релиза в Великобритании. 16 июля, спустя несколько часов после релиза во многих европейских странах, серверы игры временно упали. Отключение взяла на себя хакерская группа под названием «PoodleCorp», которая сказала, что они использовали DDoS-атаку, чтобы уронить их. Официальная страница Pokémon Go в Twitter заметила отключение и проблема была решена в тот же день. На следующий день серверы упали снова, так как игра была запущена в Канаде. Джон Ханке извинился за проблемы с сервером на San Diego Comic-Con International 2016 года, заявив, «мы не были подготовлены для того, чтобы не произошло то, что произошло».
Самые ранние версии игры для iOS требуют от пользователей обеспечение приложению полного доступа к их учётным записям Google, позволяя тем самым приложению "доступ к письмам игроков, находящихся в их электронных почтах Gmail, файлам игроков, находящихся в их Google Drive, фото и видео, хранящихся в их Google Photo и к любому другому контенту в их учётных записях Google ". The Pokémon Company и Niantic ответили на беспокойство, признавая, что приложение для iOS, в то время, «… ошибочно просит разрешение на полный доступ к аккаунту пользователя в Google …» Однако, Адам Рив — человек, который первоначально предъявил претензии о проблемах безопасности в посте в Tumblr — позже отказался от своих жалоб, так как он не был «на 100 процентов уверен», что они были обоснованными. Дэн Гвидо, генеральный директор Trail of Bits, компании занимающейся обеспечением IT-безопасности, проанализировал код соответствующего приложения и обнаружил, что хотя игра делала запрос полного доступа к аккаунту, это не позволит сторонним производителям использовать эту возможность. Гвидо обнаружил, что это дало возможность Niantic непреднамеренно получить доступ к адресам электронной почты людей и их телефонам. Последующее обновление приложения для iOS сократило объём доступа. Niantic также выступила с заявлением, заверив пользователей, что никакая информация не была собрана и не было получено какой-либо информации сверх того, что было необходимо использовать для получения приложению доступа, необходимого для игры.

#### Программные сбои
Наряду с проблемами с сервером Pokémon Go страдала от нескольких программных сбоев. Один из наиболее известных багов был обнаружен в середине июля 2016 года и он делал бесполезной функцию отслеживания игры. Обычно эта функция показывает от нуля до трёх следов ног для информирования игрока о том, как близко к ним находится ближайший покемон; однако она повсеместно стала «застревать» на три шага, что и дало ошибке название «три шага-глюк». Niantic полностью убрала функцию шагов 30 июля, что вызвало критику со стороны игроков. По состоянию на 1 августа игроки сообщали о новом глюке, который меняет их трофейных покемонов с другим существом в случайном порядке.

## Восприятие
| Сводный рейтинг | Сводный рейтинг |
| Агрегатор       | Оценка          |
| --------------- | --------------- |
| GameRankings    | 67,63 %         |

Pokémon Go получила премию BAFTA в области игр 2017 года в номинации «Mobile».

### Пандемия COVID-19
Во время пандемии COVID-19 Niantic сделала некоторые изменения и добавила в игру новые функции, упрощающую игру из дома. Однако с 1 августа 2021 Niantic начала откатывать эти изменения, начиная с Новой Зеландии и США. В дальнейшем эти изменения должны затронуть остальной мир, «в соответствии с рекомендациями мировых организаций здравоохранения».

### 2022
2 марта, в ответ на вторжение России на Украину, министр цифровой трансформации Украины Михаил Фёдоров призвал всех разработчиков видеоигр и представителей киберспортивных платформ блокировать игроков из России и Беларуси. Свой призыв он опубликовал на английском языке на своей странице в Twitter. 11 марта Niantic практически полностью заблокировала игру на территории России и Беларуси: скрыли все игровые объекты, отключили спавн покемонов и убрали возможность ловить покемонов, выдаваемых в награду за квесты. При этом осталась возможность играть в Крыму, ЛНР и ДНР, а также в некоторых приграничных городах России и Беларуси.

## Pokémon Go как культурный феномен
Уже через неделю игра стала популярной и получила огромное количество загрузок. Число установок в Google Play составило более 10 млн, но общее число было бо́льшим, поскольку в неподдерживаемых регионах пользователи ставили специально взломанные версии. По данным компании Sensor Tower, на конец недели по выпуску среднее время ежедневного использования Pokémon Go составило более 33-х минут. Это больше, чем ежедневное среднее пользования Facebook (22 минуты в день), Snapchat (18 минут) и Twitter (17 минут). Правда, это число не было рекордом среди мобильных приложений: в Candy Crush Saga и Game of War играли ещё больше. По состоянию на 12 июля 2016, в Pokémon Go только для iOS в США ежедневно совершалось покупок на 1,6 млн долларов при том, что платили только 5 % игроков. Вокруг Pokémon Go появился ряд конспирологических теорий, хотя игра может работать с одним единственным разрешением на доступ к геоданным в Android и заблокированным доступом к камере.

## Комментарии
1. ↑  На момент запуска игры только 145 из 151 покемона были доступны игрокам.